# Kanális-barlang
A barlang a Budai-termál karszton található, közvetlenül a Pál-völgyi-barlangrendszer mellett, attól magasabban. Jellegét tekintve valószínűsíthető a környéken jellemző keveredési korróziós kialakulás. Erre utaló képződmények (borsókő) csekély mértékben találhatóak az üreg falain. A barlang szinonímáját a közelben lakó, a 80-as években aktív zenészről kapta.

## Kutatástörténet
A barlangot 2010 telén találták meg, egy különösen hideg napon. Mivel közvetlenül az eredeti bejárat mellett csatornafedél található, így a barlangból legalább 5-7 méter magasra szálló gőzt először a csatorna kipárolgásának gondolták. Ezt követően az Adrenalin, Anubisz és Tolerancia csoportok kutatói, és az alkalmanként megrendezett Szép-völgyi kutatótáborok résztvevői kutatták. 

## Az üreg leírása
A teljes hossza 23 méter, mélysége hat és fél méter. Iránya megegyezik a környék főhasadékainak irányával, párhuzamos az úttesttel is- É,ÉNY-D,DK. A Hideglyuk rendszer légvonalban kb. ötven, a Pálvölgyi barlangrendszer Kiskarácsony ága kb. tizenöt méterre található. Az eredeti bejárat beomlása után új nyílást vágtak a kutatók, melyet balesetvédelmi okok miatt előírásuknak megfelelően vízóra-akna ajtóval láttak el. Az üreg két, nagyjából egyforma teremből, és az azokat összekötő erősen omladékos kúszójáratból áll. A jelenleg két terem valamikor egy volt, azonban középen egy természetes nyílása lehetett, melyet a helyiek háztartási hulladékkal töltöttek fel. A falon több helyen találhatóak igen szép kalcit, aragonit kiválások, tellérek. Egy ponton kalcittal bevont cseppkő jellegű képződmények figyelhetőek meg. A jelenlegi végpontnál  a kutatók elérték a szálkő hasadékot, melynek a két hosszanti vége nincs meg, folyamatosan tart, szélessége kb. egy méter, lefelé tágul. A kitöltés igen laza, kb. fél méteres kövek alkotják, laza márgával kötve. Állandó jelleggel lelátni egy–két métert, az intenzív huzat, mely esetenként a gyökereket is mozgatja, pedig egyértelműen mutatja függőlegesen az utat. A mennyezet a melegvíz által cementálódott, kovásodott márga, mely egy-két pontot eltekintve stabilnak mondható.